# Золота (річка)
Золота́, Золотий — річка (потік) в Україні, у межах Золотопотіцької селищної громади Чортківського району Тернопільської області. Ліва притока Дністра (басейн Чорного моря).

## Опис
Довжина 17 км. Долина у верхній течії неглибока, нижче — вузька і глибока, місцями каньйоноподібна. Річище слабозвивисте. Заплава двобічна, місцями переривчаста.

## Розташування
Золота бере початок на північ від села Соколів. Тече переважно на південь, у пригирловій частині — на південний схід. Впадає до Дністра на схід від села Возилів.
Притоки: невеликі потічки.
Над річкою розташоване село: Соколів і смт Золотий Потік.